# Ana Guerra
Ana Alicia Guerra Morales (San Cristóbal de La Laguna, Tenerife, 18 février 1994), connue sous le nom d'Ana Guerra, est une chanteuse et compositrice espagnole qui s'est fait connaître pour sa participation au programme Operación Triunfo 2017.
Ana Guerra cite Juan Luis Guerra, Michael Bublé et Luis Miguel comme ses influences artistiques.

## Biographie
Depuis qu'elle est très jeune, elle a commencé dans le monde de la musique promue par son père. Elle a étudié huit années de flûte traversière au conservatoire professionnel de musique de Santa Cruz de Tenerife. En outre, elle a appris à jouer du piano et de la guitare de manière autodidacte.

### 2017-2018: Opération Triunfo 2017
En 2017, elle a participé aux castings d'Operación Triunfo 2017 et a été choisie comme l'une des 16 participantes du spectacle de talents. Elle a joui de la popularité et a été classée comme cinquième finaliste. En tant que finaliste pour l'OT 2017, elle était candidate pour représenter l'Espagne au concours Eurovision 2018 avec deux thèmes : une chanson solo intitulée « El remedio », composée par Nábalez, et un duo avec Aitana Ocaña appelé « Lo malo ». Le gala de sélection de la chanson a eu lieu le 29 janvier et Ana Guerra n'a atteint la phase finale qu'avec « Lo malo ». Enfin, c'est en troisième position que « Tu canción » (chanson d'Amaia Romero et Alfred García) a été choisie pour représenter l'Espagne à l'Eurovision,.
Le single « Lo malo », troisième avec 26%, atteint la première place du palmarès espagnol et remporte cinq albums de platine avec 180.000 achats numériques,.
Son single « Bajito » est aussi un disque d'or. En 2018, elle est devenue la deuxième artiste féminine espagnole de l'histoire à avoir deux chansons plus de 30 millions de flux sur Spotify Espagne.

### Depuis 2018

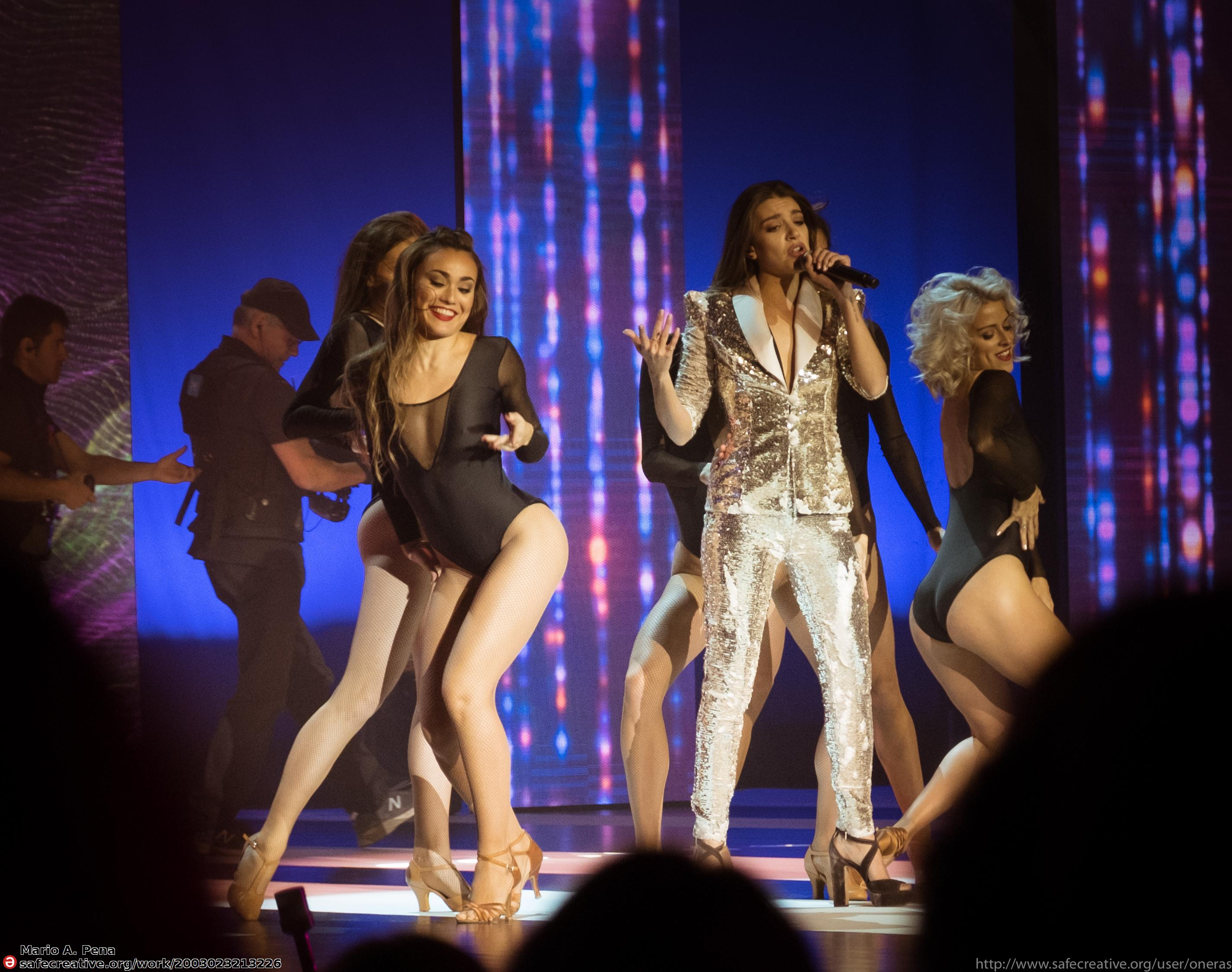
Ana Guerra lors de sa prestation aux Premios Forqué 2019, à
Saragosse.

Après son passage dans le concours, Aitana et Ana Guerra ont publié la version définitive de « Lo malo ».
Son premier single en solo était une refonte de la chanson qu'elle avait présentée seule dans la présélection Eurovision, intitulée « El remedio ». La chanson, composée par Nabález avec des accents latins, a été publiée sans clip vidéo.
Après son départ d'OT, Ana Guerra enregistre l'air de la série Fugitiva de la chaîne de télévision espagnole, qui était accompagnée d'un petit clip vidéo mélangé à des scènes de la série. Depuis son départ d'OT 2017, Ana Guerra est un personnage habituel de la presse rose de l'Espagne.
En juillet 2018, elle a annoncé sur ses réseaux sociaux qu'elle lancerait « Ni la hora » le 6 juillet sur des plateformes numériques, un sujet sur lequel elle collaborerait avec le chanteur Juan Magán,. Le clip de « Ni la hora » a été visionné plus de 2,5 millions de fois sur YouTube en trois jours, alors que deux jours plus tard, ce chiffre s'élevait à 4,5 millions. Elle a été entendue dans plus de 17 pays d'Europe et d'Amérique latine.
Au début de 2019, Ana a participé en tant qu'artiste invité au nouvel album de David Bustamante intitulé « Héroes en tiempos de Guerra », plus précisément dans la chanson « Desde que te vi ». Guerra avait déjà chanté avec Bustamante au concert de Caminando Juntos au Stade Santiago Bernabéu de Madrid en juin 2018.
Le 21 février de cette année, Ana Guerra et son partenaire dans Operación Triunfo 2017, Aitana Ocaña, ont chanté ensemble « Lo malo » au Premio Lo Nuestro de Miami, prix « le musicien hispanique de l'année » décerné par Univisión.
Entre septembre 2019 et janvier 2020, Ana Guerra a parcouru 16 villes à travers l'Espagne avec son collègue d'OT Luis Cepeda lors de la tournée « ImaginBank ».
En décembre 2019, Ana Guerra avait neuf disques de platine et deux disques d'or. Plus de 90 000 abonnés sur leurs réseaux sociaux et plus de 85 millions de vues sur leur chaîne YouTube. D'un autre côté, son album solo, « Reflexión », a dépassé les 100 millions de vues. Au cours de cette même année, Ana Guerra a partagé la scène avec de grandes stars de la musique en langage espagnole comme Alejandro Sanz et Juan Luis Guerra.
Ana Guerra a présenté avec le présentateur Roberto Herrera, le carillon de fin d'année 2020-2021 de Santa Cruz de Tenerife pour toute l'Espagne. L'événement a été suivi par 4 734 000 téléspectateurs avec une part d'audience de 27,2%.

## Discographie

### Album
- 2019 : Reflexión
- 2021 : La luz del martes
- 2023 : Érase una vez
- 2023 : Sin Final

### Singles
- 2018 : Lo malo (avec Aitana Ocaña)
- 2018 : Ni la hora (avec Juan Magán)
- 2018 : Bajito
- 2019 : Sayonara (avec Mike Bahía)
- 2019 : Culpable o no (avec Luis Cepeda)
- 2020 : Tarde O Temprano
- 2020 : Listo va (avec Lérica)
- 2021 : Tik-Tak
- 2023 : Si me quisieras
- 2023 : Tiempo de Descuento
- 2024 : Contar Mentiras
- 2024 : Canción de luto (avec Coti)
- 2025 : La llama

### Collaborations
- 2018 : Camina (avec Aitana Ocaña, Alfred García, Amaia Romero et Miriam Rodríguez)
- 2018 : El mundo entero (avec Agoney Hernández, Aitana Ocaña, Mimi Doblas, Raoul Vázquez et Maikel Delacalle)
- 2019 : Desde que te vi (avec David Bustamante)
- 2019 : El Viajero (Remix) (avec Nabález et Yera)
- 2019 : Acepto Milagros (avec Tiziano Ferro)
- 2020 : Robarte el Corazón (avec Bombai)
- 2020 : Dos segundos (avec Huecco)
- 2020 : Los amigos no se besan en la boca (avec Andrés Lasso)
- 2020 : ¡Contigo siempre es Navidad! (avec Raphael, Bely Basarte, María Parrado, Luis Cepeda, Antonio José et Miriam Rodríguez)
- 2021 : Peter Pan (avec David Otero)
- 2022 : Voy a pensar en ti (avec Fran Perea)

### Singles promotionnels
- 2018 : El remedio
- 2018 : Olvídame

### Bandes sonores
- 2018 : Fugitiva (réglage d'en-tête de la série Fugitive)
- 2020 : En el amor todo es empezar (bande originale du film Explota Explota)
- 2020 : Historias que nos unen (short de Noël de Disney)